# 瑞穂通 (名古屋市)
瑞穂通（みずほとおり）は、愛知県名古屋市瑞穂区の地名。現行行政地名は瑞穂通1丁目から瑞穂通8丁目。住居表示未実施。

## 地理
名古屋市瑞穂区中央部に位置する。南は南区、北は桜見町・瑞穂町に接する。
町域は、市道名古屋環状線の市大病院前交差点から瑞穂区・南区境までの沿線に位置している。

## 歴史

### 地名の由来
旧瑞穂町の中心を貫く通りであったことに由来する。

### 沿革
- 1934年（昭和9年）7月20日 - 南区瑞穂町字東藤塚・小者田・川澄・東ノ割・佐渡・東前田の各一部により、同区瑞穂通1〜2丁目として成立[1]。
- 1937年（昭和12年）10月1日 - 行政区の変更に伴い、昭和区瑞穂通となる[4]。
- 1944年（昭和19年）2月11日 - 行政区の変更に伴い、瑞穂区瑞穂通となる[4]。
- 1945年（昭和20年）9月26日 - 瑞穂区瑞穂町字佐渡・十六ノ下・天神・東前田・白羽根・甲山・東牧・東神手・内方・大畔・鍵田・横手・柳縄手・山田・砂間の各一部により、4〜8丁目が成立[1]。

## 世帯数と人口
2019年（平成31年）3月1日現在の世帯数と人口は以下の通りである。
| 町丁   | 世帯数    | 人口    |
| ------ | --------- | ------- |
| 瑞穂通 | 1,598世帯 | 3,083人 |

### 人口の変遷
国勢調査による人口の推移
| 1950年（昭和25年） | 1,261人 | [ 5 ]      |  |
| 1955年（昭和30年） | 1,937人 | [ 5 ]      |  |
| 1960年（昭和35年） | 3,020人 | [ 6 ]      |  |
| 1965年（昭和40年） | 3,024人 | [ 6 ]      |  |
| 1970年（昭和45年） | 1,920人 | [ 7 ]      |  |
| 1975年（昭和50年） | 2,018人 | [ 7 ]      |  |
| 1980年（昭和55年） | 1,869人 | [ 8 ]      |  |
| 1985年（昭和60年） | 1,887人 | [ 8 ]      |  |
| 1990年（平成2年）  | 1,738人 | [ 9 ]      |  |
| 1995年（平成7年）  | 1,847人 | [ 10 ]     |  |
| 2000年（平成12年） | 1,821人 | [ WEB 7 ]  |  |
| 2005年（平成17年） | 2,020人 | [ WEB 8 ]  |  |
| 2010年（平成22年） | 2,598人 | [ WEB 9 ]  |  |
| 2015年（平成27年） | 2,921人 | [ WEB 10 ] |  |

## 学区
市立小・中学校に通う場合、学校等は以下の通りとなる。また、公立高等学校に通う場合の学区は以下の通りとなる。なお、小・中学校は学校選択制度を導入しておらず、番毎で各学校に指定されている。
| 丁目        | 小学校                                                           | 中学校                                      | 高等学校 |
| ----------- | ---------------------------------------------------------------- | ------------------------------------------- | -------- |
| 瑞穂通1丁目 | 名古屋市立汐路小学校                                             | 名古屋市立汐路中学校                        | 尾張学区 |
| 瑞穂通2丁目 | 名古屋市立汐路小学校                                             | 名古屋市立汐路中学校                        | 尾張学区 |
| 瑞穂通3丁目 | 名古屋市立豊岡小学校 名古屋市立瑞穂小学校 名古屋市立井戸田小学校 | 名古屋市立萩山中学校 名古屋市立津賀田中学校 | 尾張学区 |
| 瑞穂通4丁目 | 名古屋市立豊岡小学校 名古屋市立瑞穂小学校 名古屋市立井戸田小学校 | 名古屋市立萩山中学校 名古屋市立津賀田中学校 | 尾張学区 |
| 瑞穂通5丁目 | 名古屋市立豊岡小学校 名古屋市立瑞穂小学校 名古屋市立井戸田小学校 | 名古屋市立萩山中学校 名古屋市立津賀田中学校 | 尾張学区 |
| 瑞穂通6丁目 | 名古屋市立豊岡小学校 名古屋市立瑞穂小学校 名古屋市立井戸田小学校 | 名古屋市立萩山中学校 名古屋市立津賀田中学校 | 尾張学区 |
| 瑞穂通7丁目 | 名古屋市立豊岡小学校 名古屋市立瑞穂小学校 名古屋市立井戸田小学校 | 名古屋市立萩山中学校 名古屋市立津賀田中学校 | 尾張学区 |
| 瑞穂通8丁目 | 名古屋市立豊岡小学校 名古屋市立瑞穂小学校 名古屋市立井戸田小学校 | 名古屋市立萩山中学校 名古屋市立津賀田中学校 | 尾張学区 |

## 交通

### 鉄道
- 名古屋市営地下鉄桜通線 瑞穂区役所駅・瑞穂運動場西駅
- 名古屋市営地下鉄名城線・桜通線 新瑞橋駅

### 道路
- 名古屋市道名古屋環状線

## 施設
- 名古屋市博物館[3]
- 瑞穂区役所[3]
- 瑞穂警察署[3]
- 秋葉神社[3]
- 真好天神社[3]
- 瀬戸信用金庫瑞穂通支店
- あいち銀行新瑞橋支店
- 三菱UFJ銀行新瑞橋支店

## その他

### 日本郵便
- 郵便番号 : 467-0806[WEB 3]（集配局：瑞穂郵便局[WEB 13]）。

### WEB
1. 1 2  “愛知県名古屋市瑞穂区の町丁・字一覧”.   人口統計ラボ. 2018年11月8日閲覧。
2. 1 2  “町・丁目(大字)別、年齢(10歳階級)別公簿人口(全市・区別)”.   名古屋市 (2019年3月20日). 2019年3月21日閲覧。
3. 1 2  “郵便番号”.  日本郵便. 2019年3月17日閲覧。
4. ↑  “市外局番の一覧”.   総務省. 2019年1月6日閲覧。
5. ↑  “住所コード検索”. 自動車登録関係コード検索システム.  国土交通省. 2018年10月29日閲覧。
6. ↑  名古屋市役所市民経済局地域振興部住民課町名表示係 (2015年10月21日). “瑞穂区の町名一覧”.   名古屋市. 2017年10月7日閲覧。
7. ↑  名古屋市役所総務局企画部統計課統計係 (2005年7月1日). “（刊行物）名古屋の町(大字)・丁目別人口 (平成12年国勢調査) 瑞穂区” (XLS). 2017年10月8日閲覧。
8. ↑  名古屋市役所総務局企画部統計課統計係 (2007年6月29日). “平成17年国勢調査　名古屋の町(大字)別・年齢別人口 瑞穂区” (XLS). 2017年10月8日閲覧。
9. ↑  名古屋市役所総務局企画部統計課統計係 (2012年6月29日). “平成22年国勢調査　名古屋の町(大字)別・年齢別人口 瑞穂区” (XLS). 2017年10月8日閲覧。
10. ↑  名古屋市役所総務局企画部統計課統計係 (2017年7月7日). “平成27年国勢調査　名古屋の町(大字)別・年齢別人口” (XLS). 2017年10月8日閲覧。
11. ↑  “市立小・中学校の通学区域一覧”.   名古屋市 (2018年11月10日). 2019年1月14日閲覧。
12. ↑  “平成29年度以降の愛知県公立高等学校（全日制課程）入学者選抜における通学区域並びに群及びグループ分け案について”.   愛知県教育委員会 (2015年2月16日). 2019年1月14日閲覧。
13. ↑  “郵便番号簿 平成29年度版” (PDF).   日本郵便. 2019年3月21日閲覧。

### 文献
1. 1 2 3  瑞穂区制施行50周年記念事業実行委員会 1994, p. 615.
2. 1 2  「角川日本地名大辞典」編纂委員会 1989, p. 1521.
3. 1 2 3 4 5 6  名古屋市計画局 1992, p. 401.
4. 1 2  名古屋市計画局 1992, p. 806.
5. 1 2  名古屋市総務局企画室統計課 1957, p. 84・85.
6. 1 2  名古屋市総務局企画部統計課 1967, p. 78.
7. 1 2  名古屋市総務局統計課 1977, p. 52・53.
8. 1 2  名古屋市総務局統計課 1986, p. 74・75・76.
9. ↑  名古屋市総務局企画部統計課 1991, p. 44.
10. ↑  名古屋市総務局企画部統計課 1996, p. 114.

### 統計資料
- 名古屋市総務局企画室統計課 編『昭和31年版 名古屋市統計年鑑』名古屋市、1957年。
- 名古屋市総務局企画部統計課 編『昭和41年版 名古屋市統計年鑑』名古屋市、1967年。
- 名古屋市総務局統計課 編『昭和51年版 名古屋市統計年鑑』名古屋市、1977年。
- 名古屋市総務局統計課 編『昭和60年国勢調査 名古屋の町・丁目別人口（昭和60年10月1日現在）』名古屋市役所、1986年。
- 名古屋市総務局企画部統計課 編『平成2年国勢調査 名古屋の町（大字）別・年齢別人口（平成2年10月1日現在）』名古屋市役所、1994年。
- 名古屋市総務局企画部統計課 編『平成7年国勢調査 名古屋の町（大字）・丁目別人口（平成7年10月1日現在）』名古屋市役所、1996年。